# Алкино (Башкортостан)
А́лкино (баш. Алкин) — деревня в Чишминском районе Республики Башкортостан Российской Федерации. Входит в состав Алкинского сельсовета.

## География

### Географическое положение
Находится в месте впадения реки Узы в реку Дёму.
Расстояние до:
- районного центра (Чишмы): 22 км,
- центра сельсовета (Узытамак): 1 км,
- ближайшей ж/д станции (Алкино): 0 км

## История
До 10 сентября 2007 года называлась деревней станции Алкино.
В период Второй мировой войны, в 1940—1942 годах, находился лагерь польских военнослужащих, интернированных в 1939 году в ходе присоединения Западной Белоруссии и Западной Украины к Союзу ССР (БССР, УССР), во 2-й половине 40-х годов XX века располагались фильтрационные лагеря для бывших советских граждан, вернувшихся из плена на родину. В районе населённого пункта находился полигон Уфимского пехотного училища. В зимнее время курсанты регулярно совершали лыжные переходы из Уфы до Алкино и обратно. После завершения стрельб вечером курсанты ночевали в снегу на открытой местности и успевали прибыть в училище к завтраку.
В районе населённого пункта Алкино дислоцировалась сформированная в Уфе 17-я запасная стрелковая бригада, к 1945 году ставшая 12-й запасной стрелковой дивизией, занимавшаяся подготовкой рядового и сержантского состава для действующей армии ВС Союза ССР.

## Население
| 2002 | 2009 | 2010 |
| ---- | ---- | ---- |
| 244  | ↗285 | ↘261 |